# D2A컨버터
D2ATV 방송컨버터(Digital to Analog Television Broadcasting Converter)는 셋톱박스와는 달리 DTV를 아날로그 텔레비전에서도 볼 수 있게 다운그레이드하는 역할을 하는 장치로 한동안 셋톱박스랑 많이 혼동을 빚어왔지만 셋톱박스의 경우, 디지털 방송 압축 신호 해제 외에도 양방향 데이터 서비스나 VOD가 가능하다는 점을 미루어 다른 명칭으로 확립했다.